# Chiesa di San Lorenzo (Marciana)
La pieve di San Lorenzo è un edificio sacro dell'isola d'Elba che si trova nella località Il Santo tra i paesi di Poggio e Marciana.
La piccola pieve risale al XII secolo; nelle Rationes decimarum del 1298 è ricordata come «Plebs de Marciana de Ylba». Priva di copertura, conserva pressoché intatte le forme originarie: ad aula absidata perfettamente orientata lungo l'asse equinoziale, mantiene sul vertice della facciata i resti di un campanile a vela, sotto il quale si apre la consueta apertura cruciforme (scomparsa invece nel settore absidale). Il curato paramento è costituito da filari di conci in monzogranito locale dalla perfetta levigatura, uniti tra essi tramite un conglomerato di calce e pietre (muratura a sacco). Il catino absidale è composto, per motivi statici, da leggere bozze in calcarenite di Pianosa. La particolare planimetria, molto sviluppata in lunghezza, assume una simbolica convergenza verso l'abside, ossia verso oriente e Gerusalemme. La pavimentazione originaria era costituita da un robusto cocciopesto «tirato a mestola». Lungo le pareti interne si trovano numerose nicchie quadrangolari per contenere lampade. Nel 1511 la pieve godeva del titolo di abbazia. Fu incendiata durante gli assalti franco-turchi guidati da Dragut nell'agosto del 1553.
Sino agli anni Sessanta del XX secolo la pieve era adibita a magazzino campestre.
Ruderi di piccoli edifici, probabilmente un cenobio per monaci, si trovano nel settore meridionale della pieve e a valle di essa in località Piane di Santo.
Agli inizi del XX secolo, nell'area della pieve, fu casualmente rinvenuta la presunta sepoltura di un guerriero longobardo con un corredo funebre che comprendeva una spatha e alcune monete d'oro.